# Ctenopelma altitudinis
Ctenopelma altitudinis là một loài tò vò trong họ Ichneumonidae.